# Fascismo en el Perú

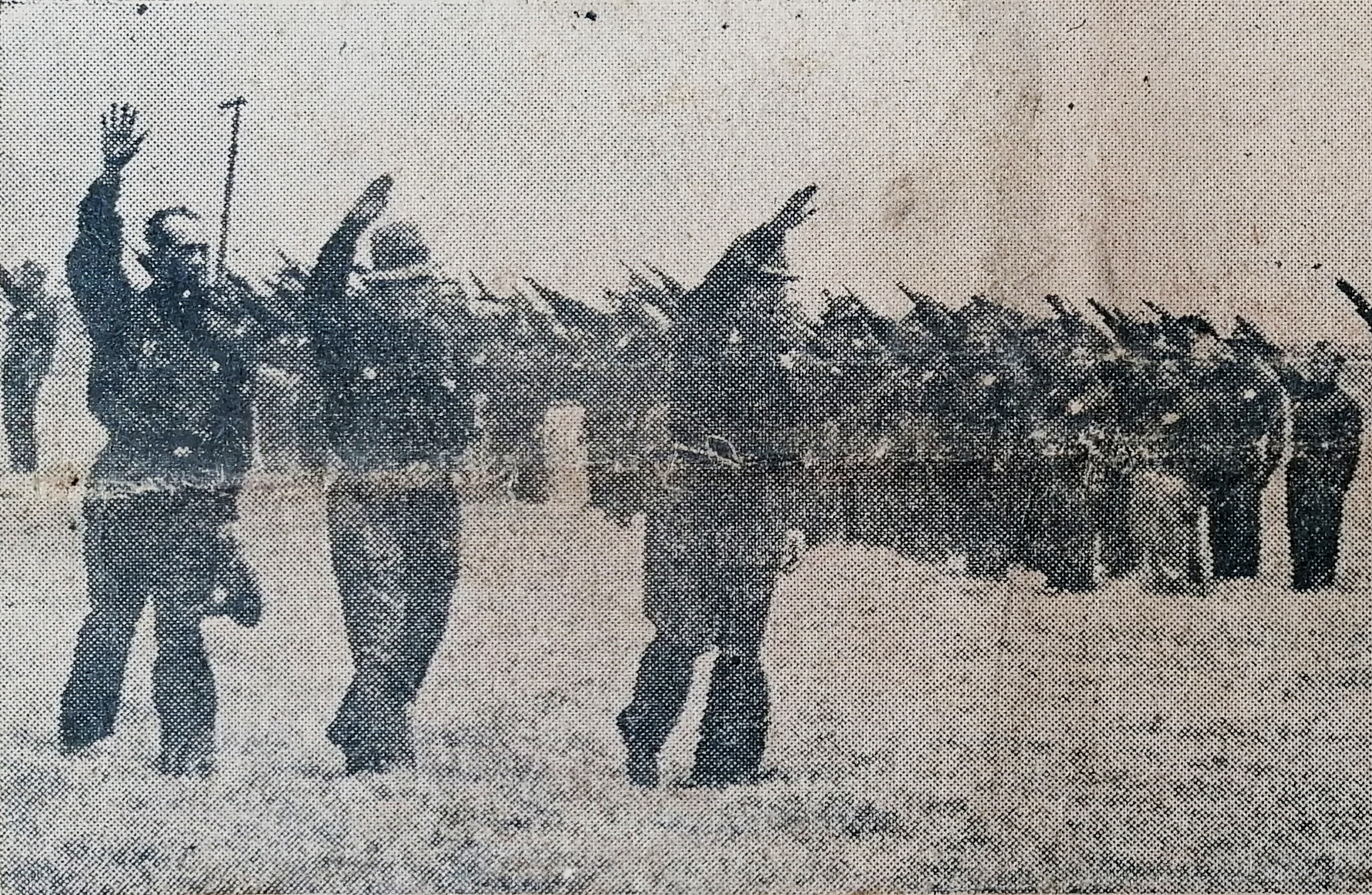
Luis A. Flores junto a militantes de la Legión de Camisas Negras representando el saludo romano, 1934

El fascismo, como filosofía política, ejerció una gran influencia en diversos sectores de la sociedad peruana desde principios hasta mediados del siglo XX. El movimiento cobró especial fuerza tras el golpe de Estado de 1930 y el fin del Oncenio de Leguía, aunque su popularidad decayó tras el fin de la Segunda Guerra Mundial, tras la derrota y el descrédito del fascismo a nivel mundial. El fascismo peruano estuvo influenciado principalmente por el fascismo italiano y, en menor medida, por el falangismo español, aunque también se inspiró significativamente en la tradición católica y en el concepto de mestizaje, enfatizando la unidad del pueblo peruano.

## Descripción general
Según el historiador José Ignacio López Soria, el movimiento fascista en el Perú podría dividirse en tres corrientes:
- Fascismo aristocrático, que estaría impulsado por un catolicismo ultramontano militante que se oponía ferozmente al ateísmo marxista y al liberalismo protestante.
- Fascismo mesocrático, popular entre las clases medias, se opuso a la clase dominante histórica y buscó promover las necesidades de los mestizos para generar apoyo entre los diversos grupos del Perú.
- Fascismo popular, encarnada en la Unión Revolucionaria y con una estrecha relación hacia las masas, buscando apoyar la noción de colaboración de clases.

Según el historiador Eduardo González Calleja, el fascismo popular carecería de un trasfondo católico, estando más bien motivado por una fuerte oposición al capitalismo y el apoyo a un Estado corporativo que controlaría el capital, manejaría la economía y garantizaría la disciplina social.

## Historia

### Fundamentos tempranos

#### Orígenes

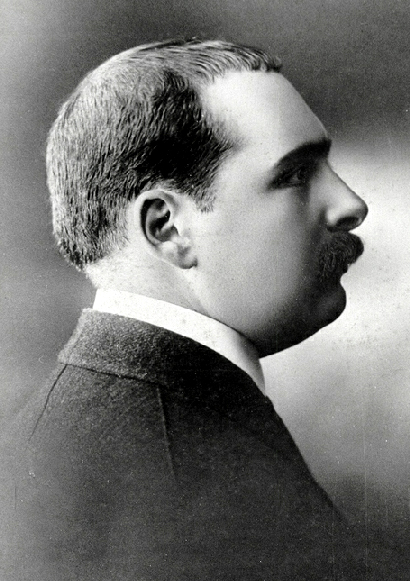
José de la Riva-Agüero, fundador de Acción Católica.

La Pontificia Universidad Católica del Perú, la Acción Católica y otros grupos católicos apoyaron el concepto de fascismo mesocrático de Ferrero Rebagliati. El movimiento se inspiró en el fascismo italiano y el falangismo español.
Otro importante canal de difusión del fascismo fue la Hermandad Fascista Peruana, fundada por el ex primer ministro José de la Riva-Agüero y Osma. Riva-Agüero se volvió más partidario del fascismo tras su retorno al catolicismo en 1932, creyendo, según López Soria, que el Perú debía "retornar a la tradición medieval, católica e hispánica encarnada ahora por el fascismo", y se valió de las enseñanzas de Bartolomé Herrera y Alejandro Deustua para sustentar su ideología. La Hermandad Fascista gozó inicialmente de cierto prestigio, pero pasó a un segundo plano después de que Perú entró en la Segunda Guerra Mundial del lado de los Aliados. Además, la credibilidad del grupo se vio dañada porque su líder se volvió cada vez más excéntrico en su comportamiento personal.

#### Gobiernos de inspiración fascista

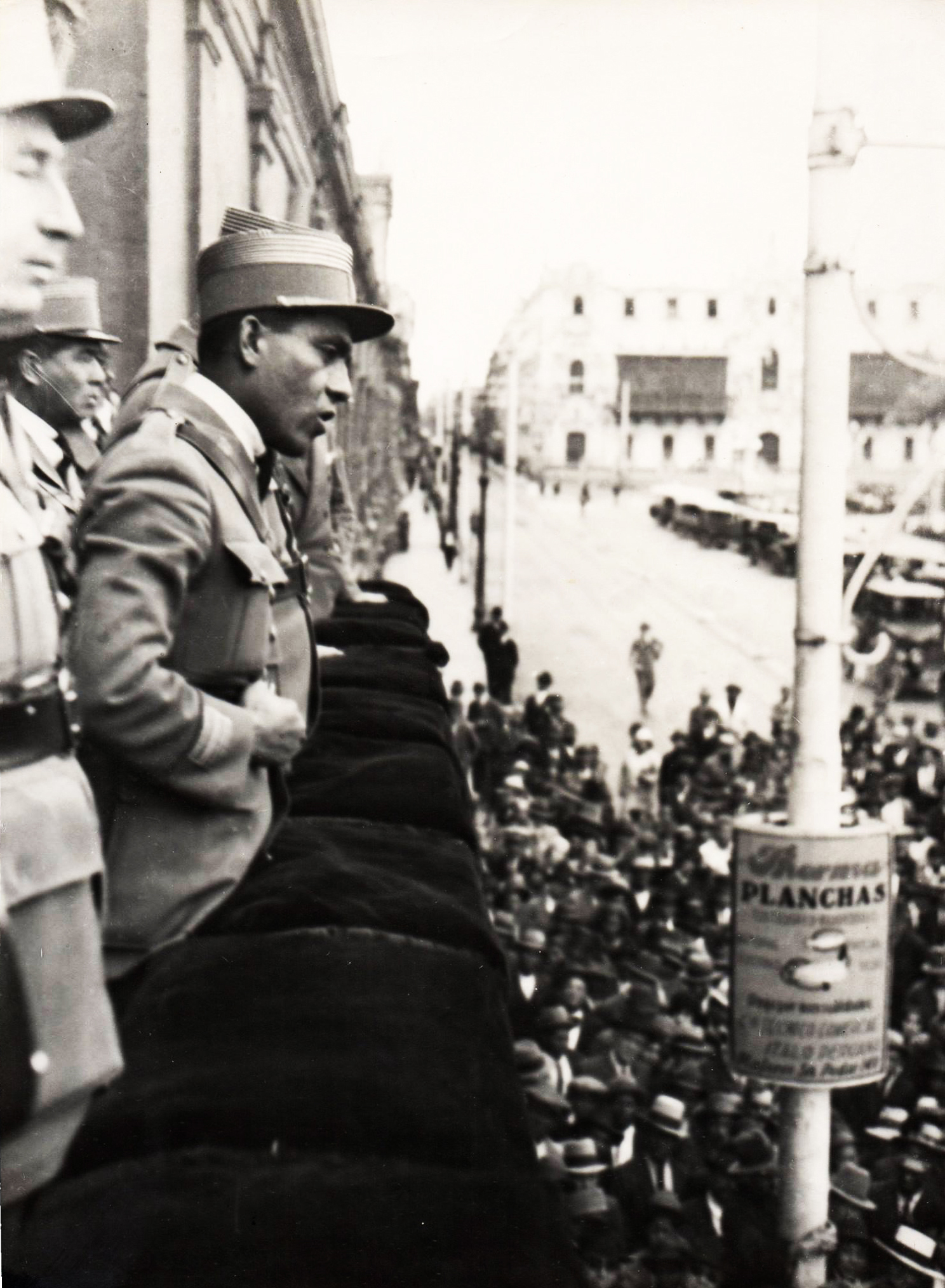
Luis Miguel Sánchez Cerro, fundador de la Unión Revolucionaria, hablando con sus partidarios en 1930.

La facción fascista más popular del Perú fue la Unión Revolucionaria (UR), fundada inicialmente por el presidente Luis Miguel Sánchez Cerro en 1931 como partido de Estado durante su régimen. El presidente Sánchez Cerro, de origen humilde, era muy carismático, conocía las costumbres populares y fue reconocido por su valentía tras derrocar al presidente Augusto B. Leguía. La UR encontró rápidamente el apoyo de antiguos miembros del Partido Civilista y de las familias de la oligarquía tradicional que querían protegerse de otros movimientos populistas. Tras el asesinato del presidente Sánchez Cerro en 1933, el grupo quedó bajo el liderazgo de Luis A. Flores, quien buscó movilizar el apoyo de las masas e incluso creó un movimiento inspirado en las Camisas Negras (denominado como la Legión de Camisas Negras) imitando el modelo italiano.
Óscar R. Benavides, quien asumió el cargo después del asesinato de Sánchez Cerro, también dirigió un régimen conservador autoritario entre 1933 y 1939. Durante su gobierno, Benavides construyó una sólida relación con los líderes empresariales del Perú y entabló lazos con las autoridades italianas.  El representante diplomático italiano en Lima Giuseppe Talamo negó que Benavides sea netamente un facista.
En 1939, el gobierno Manuel Prado Ugarteche eliminó todo vestigio de facismo.
La Alianza Popular Revolucionaria Americana (APRA) se inspiró en las observaciones de Víctor Raúl Haya de la Torre sobre los partidos fascistas y comunistas durante su estancia en Europa. Durante la década de 1930, el APRA desarrolló ciertas similitudes con el fascismo, como la reivindicación de una nueva comunidad nacional y la fundación de una pequeña ala paramilitar, pero después cambió de rumbo muy rápidamente y emergió como un partido socialdemócrata tradicional.
En 1944, el APRA formó la coalición política Frente Democrático Nacional junto al ultraderechista Partido Democrático Reformista y el partido fascista Unión Revolucionaria, excluyendo al Partido Comunista Peruano. La alianza condujo al triunfo del ultraconservador José Luis Bustamante y Rivero, que asumió la presidencia ese mismo año. La derrota general de la Unión Revolucionaria en las elecciones de 1944 sacudió la confianza en el movimiento y éste se desvaneció.

### Era posterior a la Segunda Guerra Mundial
En 2013 se fundó en Lima la efímera Acción Legionaria, marcando el surgimiento de la primera organización fascista contemporánea en años. El grupo defendió el legado de Sánchez Cerro y se consideró heredero de la antigua Unión Revolucionaria, proclamando una ideología tercerposicionista radicalmente opuesta tanto al liberalismo como al comunismo. Al igual que su supuesto predecesor, Acción Legionaria también adoptó la vestimenta clásica de camisa negra y el uso de simbología fascista. También tenía vínculos estrechos con la organización neofascista brasileña Frente Nacionalista. Durante su período de actividades, Acción Legionaria intentó convertirse en un partido político fascista, pero finalmente se disolvió en 2016.

### SigloXXI
Una investigación de la Universidad de Salamanca señalaba que, hacia la década de 2010, existía un grupo de ciudadanos autoritarios que podrían expresar sus opciones agresivas mediante las preferencias por políticas de mano dura y buscarían líderes fuertes que encarnaran esta necesidad de orden y autoridad. Mario Vargas Llosa se refería al fascismo peruano en 2011 como «un sector de peruanos que prefiere que haya un hombre fuerte».  Roland Álvarez Chávez puso como ejemplo el fujimorismo, que sería parte de un «nuevo fascismo a la peruana» por enfrentarse a sus enemigos, a quienes calificaba de terroristas.
Los grupos ultraconservadores comenzaron a surgir en Perú alrededor de 2017 cuando surgieron propuestas para introducir estudios de género en los currículos educativos. La Resistencia Dios, Patria y Familia, una organización autodenominada fujimorista y de extrema derecha, ha sido descrita independientemente como neofascista. Se ha visto a los miembros utilizando simbolismo fascista, vistiendo uniformes negros, usando la esvástica, agitando la Cruz de Borgoña y haciendo el saludo fascista en eventos, que se describió como similar al saludo nazi. La Resistencia ha negado su apoyo al fascismo.